# Danilo Grassi
Danilo Grassi (ur. 1 stycznia 1941 w Lonate Pozzolo) – włoski kolarz szosowy, dwukrotny medalista mistrzostw świata.

## Kariera
Największy sukces w karierze Danilo Grassi osiągnął w 1962 roku, kiedy wspólnie z Antonio Taglianim, Dino Zandegù i Mario Maino zdobył złoty medal w drużynowej jeździe na czas na mistrzostwach świata w Salò. Jako że był to debiut tej konkurencji, Włosi zostali pierwszymi w historii drużynowymi mistrzami świata. W tej samej konkurencji reprezentacja Włoch w składzie: Mario Maino, Pasquale Fabbri, Danilo Grassi i Dino Zandegù zdobyła srebrny medal na rozgrywanych rok później mistrzostwach świata w Ronse. Ponadto w 1963 roku został mistrzem Włoch w tej konkurencji, a rok później był ósmy w Tre Valli Varesine. Trzykrotnie startował w Giro d'Italia, najlepszy wynik osiągając w 1967 roku, kiedy zajął 69. miejsce w klasyfikacji generalnej. Dwa lata wcześniej wygrał jeden etap, ale cały wyścig zakończył na 79. pozycji. Nigdy nie wystąpił na igrzyskach olimpijskich. Jako zawodowiec startował w latach 1963-1966.